# Клоун томатний
Клоун томатний (Amphiprion frenatus) — риба родини помацентрових.
Територіальний і агресивний вид, живе парами серед жалких щупалець актиній, що надають йому захист від хижаків. Живиться водоростями, безхребетними і залишками їжі своєї актинії. Основний колір червоний. По голові проходить вертикальна біла смуга з чорним кантом. Розмір до 14 см. В спільноті коралового рифу риби існують в симбіозі з морськими анемонами виду Entacmaea quadricolor.

## Ареал
Зустрічається на рифах в західній частині Тихого океану включаючи: південь Сіамської затоки, північ Палау, південь Японії, острів Ява, Індонезію.

## Акваріум
Є об'єктом акваріумістики.

## Соціальна поведінка
Протандрічний гермафродит. Перевизначення статі самця відбувається після загибелі самиці.